# Bundesstraße 292
De Bundesstraße 292 (kort: B 292) is een 110 kilometer lange bundesstraße in de Duitse deelstaat Baden-Württemberg.
De bundesstraße begint in Bad Schönborn aan de B3 en eindiggt in Lauda-Königshofen op de B 290.

## Routebeschrijving
De B292 begint in Bad Schönborn op een kruising met de B3 en loopt via Östringen naar Eichtersheim waar de B39 aansluit. De B39/B292 lopen samen door de  deelgemeenten  Eschelbach en Dühren waar na men bij afrit Sinsheim de A6 kruist en op de rondweg van Sinsheim komt, hier eindigt bij de afrit naar de stad de B45 en splitst de B39 oostwaarts af en loopt de stad Sinsheim in. De B292 loopt verder naar Waibstadt, Helmstadt-Bargen, Aglasterhausen en Obrigheim. De weg passeert het stadje Mosbach waar in de aansluiting Mosbach, een klaverbladknooppunt, de B27 aansluit en de B37 eindigt op de B292 en de B27/B292 lopen samen naar Elztal waar de B27 weer afsplitst. De weg loopt door Adelsheim waarna de deze bij afrit Osterrburken aansluit op de A81.
Vervanging
Tussen snelwegafrit Osterburken en afrit Boxberg is de B292 vervangen door de A81.
Voortzetting
Vanaf afrit Osterburken loopt de weg in noordoostelijke richting nog door Boxberg om in Lauda-Königshofen te eindigen op een kruising met de B290.
B2 · B2a · B2R · B3 · B4 · B4R · B8 · B10 · B11 · B12 · B13 · B13n · B14 · B15 · B15n · B16 · B17 · B18 · B19 · B20 · B21 · B22 · B23 · B25 · B26 · B26a · B27 · B28 · B28a · B29 · B30 · B31 · B31a · B32 · B33 · B33a · B34 · B35 · B36 · B37 · B38 · B38a · B39 · B44 · B45 · B47 · B85 · B89 · B131n · B173 · B276 · B278 · B279 · B285 · B286 · B287 · B289 · B290 · B291 · B292 · B293 · B294 · B295 · B296 · B297 · B298 · B299 · B300 · B301 · B302 · B303 · B304 · B305 · B306 · B307 · B308 · B309 · B310 · B311 · B312 · B313 · B314 · B315 · B316 · B317 · B318 · B319 · B340 · B378 · B388 · B415 · B425 · B426 · B462 · B463 · B464 · B465 · B466 · B467 · B468 · B469 · B470 · B471 · B472 · B491 · B492 · B500 · B505 · B512 · B523 · B532 · B533 · B535 · B588 · B999